# Droit byzantin

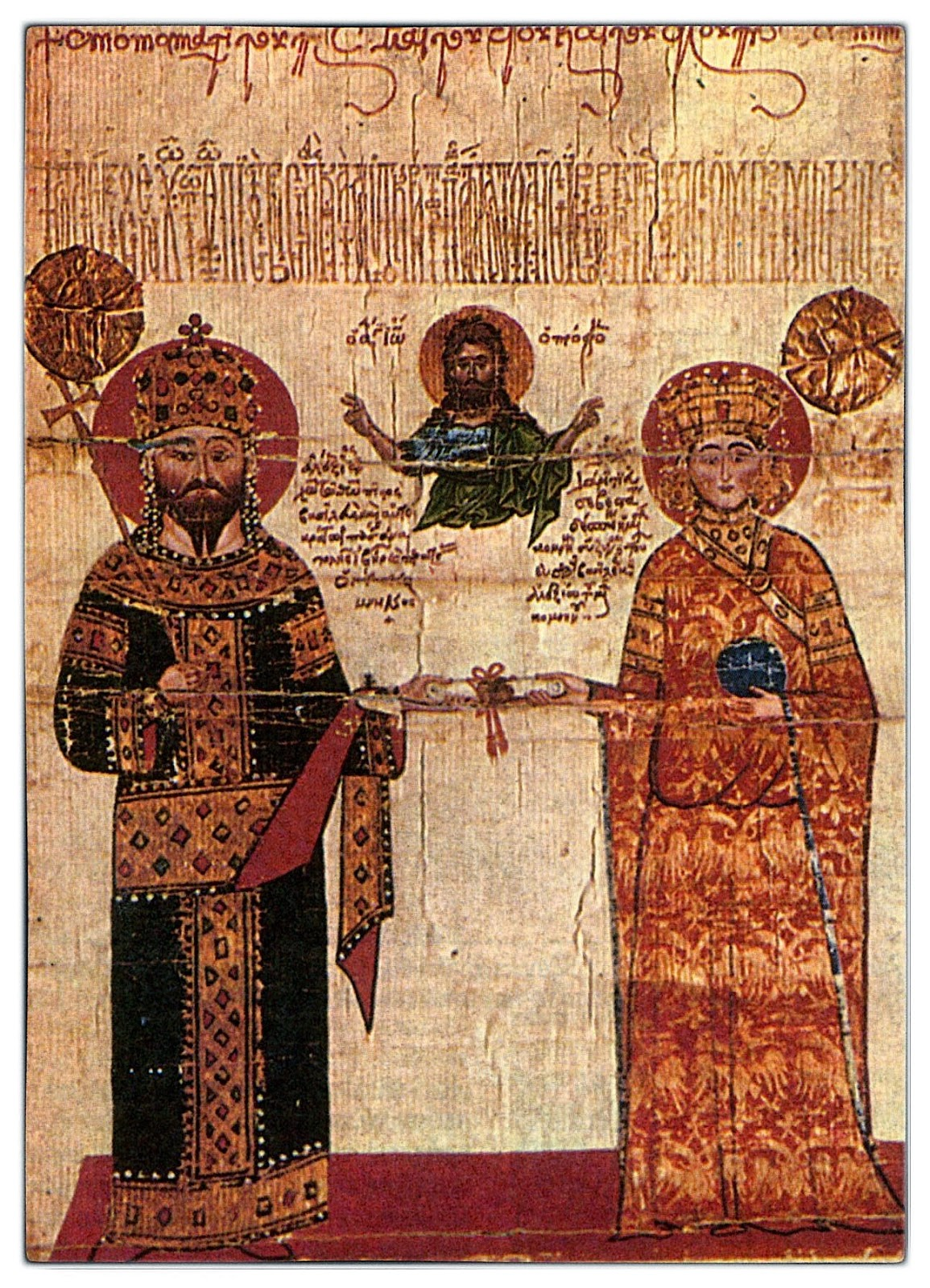
Enluminure accompagnant une chrysobulle de l'empereur de Trébizonde Alexis III en faveur du monastère de Dionysios (mont Athos). L'empereur est représenté avec son épouse, Théodora Cantacuzène.

Le droit byzantin, tout comme l'Empire byzantin, héritant ses principales institutions politiques, sociales et culturelles de Rome, se constitue initialement à partir du droit romain. Pendant plusieurs siècles, les deux grandes codifications du droit romain, menées respectivement par Théodose II et Justinien Ier constituent les pierres angulaires de la législation byzantine. Même si au fil du temps la législation est ajustée aux circonstances, puis remplacée par de nouvelles codifications écrites en grec, l'influence du droit romain perdure et les Basiliques du IXe siècle restent fondées sur l'œuvre justinienne. Au XIe siècle encore, Michel Psellos se loue de connaître l'héritage légal romain (« Ἰταλὥν σοφία »).
En accord avec la tradition juridique romaine, la principale source du droit (fons legum) reste dans l'empire byzantin les ordonnances des empereurs, qui ordonnent la réalisation de nouveaux codes, mais promulguent aussi leurs propres lois, appelées novelles (latin « Novellae », grec « Νεαραὶ », « nouvelles lois »). Dès le début de la période byzantine, les empereurs étendent l'aire de leur emprise juridique, cherchant à réguler de nombreux aspects de la vie sociale et économique, publique comme privée. 
Constantin Ier fut ainsi le premier à réguler le divorce, et Théodose Ier intervient en matière de foi, imposant une version spécifique du Credo. Le seul Justinien promulgue environ 600 lois. Le volume de lois promulguées par la suite diminue mais se poursuit jusqu'à la fin de l'empire (l'œuvre de Léon III est importante en la matière). 
La coutume continue à jouer un rôle limité en tant que source secondaire de la loi, mais la législation écrite conserve la prédominance.

## Évolution du droit byzantin

### Le droit byzantin à la haute époque byzantine (IVeauVIIIesiècle)

#### De Constantin à Justinien
Quand le centre de l'Empire est déplacé dans l'Est grec au IVe siècle, nombre de concepts juridiques d'origine grecque apparaissent dans la législation romaine officielle. L'influence est même visible dans le droit des personnes ou de la famille, qui est traditionnellement la partie du droit qui change le moins. Par exemple, Constantin Ier commence à mettre des restrictions au concept romain ancien de la patria potestas, en admettant que les personnes in potestate peuvent avoir des droits de propriétaire. Il fait apparemment des concessions au concept beaucoup plus strict de l'autorité paternelle conformément au droit grec-hellénistique. Le Code de Théodose (en latin Codex Theodosianus) promulgué en 438 à Constantinople, est une codification des lois constantiniennes. Les derniers empereurs vont même plus loin, jusqu'à ce que Justinien Ier ordonne finalement qu'un enfant in potestate devienne propriétaire de tout ce qu'il acquiert, excepté quand il obtient quelque chose de son père,.

#### L'œuvre deJustinien
Les codes de Justinien, particulièrement le Corpus juris civilis (529-534), compilation du droit de l'ère classique, continuent à être la base du système juridique dans l'Empire, tout le long de ce qu'on appelle l'histoire byzantine. Les écoles de droit de Beyrouth et de Constantinople sont les seules à être maintenues par Justinien, qui ferme celles d'Alexandrie, de Césarée maritime et d'Athènes en 529, car leur enseignement « méconnaît la foi chrétienne ». Justinien y fixe le Corpus comme le seul texte du programme, y compris à l'école de droit de Rome (déplacée plus tard à Ravenne) dès la reconquête byzantine.

### Les réformes du droit à l'époque méso-byzantine (VIIIe–XIIesiècle)
Le déclin politique de l'empire après le règne de Justinien, dû en partie à la perte d'une moitié de l'empire aux Arabes (y compris l’école de droit de Beyrouth), contribue à un affaiblissement important des standards juridiques ainsi qu'à une baisse du niveau des études de droit. La pratique légale se fait plus pragmatique et, alors que la connaissance du latin s'amenuise dans l'empire, l'utilisation directe du Corpus juris civilis est abandonnée au profit de résumés, commentaires et nouvelles compilations rédigés en grec médiéval.

#### L’ÉclogadeLéon III l'Isaurien

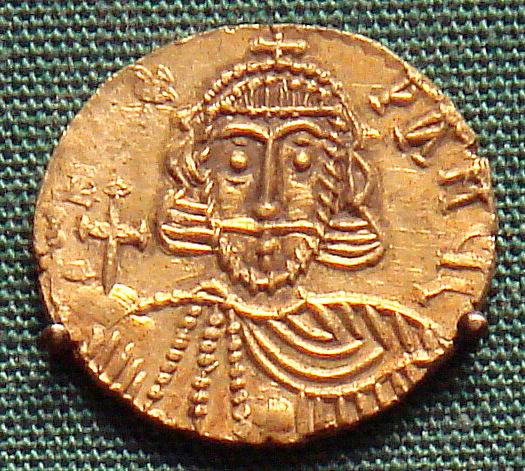
Solidus à l'effigie de Léon III, frappé à Rome.

Durant la première moitié du VIIIe siècle, Léon III l'Isaurien fait entreprendre un nouveau code juridique, destiné à remplacer celui de Justinien. Il est promulgué en 726 sous le nom d’Écloga (du grec ἐκλογή signifiant « choix, sélection »). Plus court que son modèle, il n'en retient que ce qui paraît applicable au VIIIe siècle. Le latin n'étant déjà plus la langue du peuple ou des fonctionnaires, les Écloga sont écrites en grec, achevant l'hellénisation de l'État byzantin dans le dernier domaine où l'on utilise encore le latin. 
Le nouveau code modifie aussi certaines dispositions et principes par rapport au Corpus juris civilis, « dans l'intérêt d'une plus grande humanité », précise l'introduction. La puissance paternelle (patria potestas) d'origine romaine est limitée au bénéfice des femmes et des enfants, tandis que la veuve et l'orphelin sont mieux protégés. Par ailleurs, des dispositions sont inspirées par une lecture très littérale des prescriptions bibliques : l'application de la peine de mort est largement réduite (au nom du commandement « Tu ne tueras point », avec une exception pour l'homosexualité) et remplacée par l'usage des mutilations (ablation du nez, de la langue, des mains, aveuglement), peines que les juristes byzantins justifient au nom de l'Évangile). L'avortement est interdit, les motifs légaux de divorce sont restreints.
C'est également à cette époque, possiblement sous Justinien II, qu'est compilé le Nomos Georgikos, traitant principalement de droit rural.

#### La réforme juridique de BasileIer

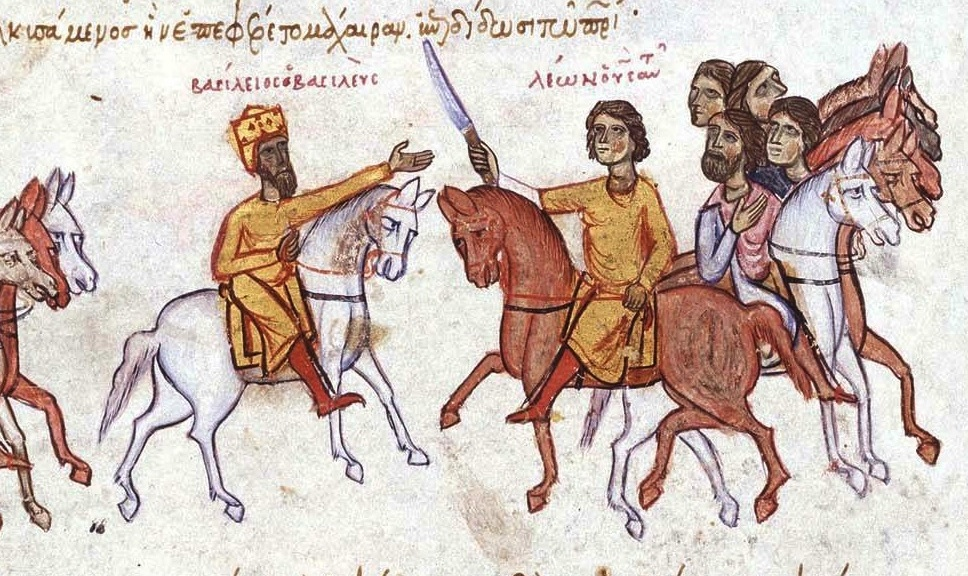
Basile Ier et son fils Léon (futur Léon VI), tous deux promoteurs de réformes juridiques majeures au IXe siècle (enluminure du manuscrit Skylitzès).

Cette réforme du droit est motivée par la grande incertitude qui règne au IXe siècle dans l'interprétation du droit romain. Le Corpus juris civilis est alors dépassé sans que l’Écloga apporte une alternative entièrement satisfaisante. Basile Ier le Macédonien met en chantier en 877 une grande réforme visant à la « purification des lois ». En 885 est publiée une Épanagogue (en grec Είσαγωγή, introduction), qui est un sommaire du Corpus juris civilis avec des additions attribuées au patriarche Photios Ier. Par rapport à l’Écloga, l’Eisagôgê rétablissait d'anciennes lois, et surtout posait les bases d'une prise en compte beaucoup plus large du Corpus juris civilis. À la mort de Basile Ier, une bonne partie du nouveau code est prête, comportant quanrante volumes.

#### La continuation sousLéon VIet lesBasiliques
Léon VI établit une commission qui poursuit le projet de son père de codifier toutes les lois byzantines existantes. Il en résulte un code de six volumes comprenant soixante (60) livres, connu sous le nom de Basiliques (en grec τὰ βασιλικά, lois royales). Les Basiliques traduisent en grec (seule langue alors comprise par le peuple et les fonctionnaires) et ordonnent systématiquement, matière par matière, pratiquement toutes les lois préservées dans le Corpus juris civilis, fondant les bases de tout le système juridique byzantin postérieur.
Léon fait aussi intégrer dans les Basiliques les nouvelles lois promulguées sous son règne. Appelées «  Novelles » ou Nouvelles Lois, elles traitent des problèmes contemporains, comme l'interdiction des quatrièmes noces. Les Basiliques comme les Novelles sont influencées par le droit canonique. 
Historiquement, ces travaux juridiques balaient une grande partie des restes légaux et de l'architecture constitutionnelle hérités de l'empire romain et de la république romaine. Des institutions obsolètes comme la Curie, le Sénat, et même le Consulat perdent tout contenu juridique, même s'ils perdurent dans une optique honorifique.

### Le droit byzantin à l'époque tardive (XIIe–XVesiècle)
À l'époque Paléologue, Andronic III Paléologue cherche à rétablir la confiance de la population dans les institutions de l'État, affaiblies par la guerre civile et le déclin de l'empire. Déjà les grands propriétaires terriens dans les provinces et la noblesse des villes ont réussi à échapper au contrôle de l’État si bien que la paysannerie ainsi que les petites gens des villes ont perdu confiance dans le gouvernement et l’administration.
Andronic III tente d’y remédier en s'attaquant à une réforme en profondeur du droit, réforme déjà amorcée sous Andronic II Paléologue. La corruption des tribunaux de l’empire est légendaire : pour s’y attaquer, Andronic crée en 1329 un nouveau collège de juges composé de quatre membres, deux clercs et deux laïcs. Nommés kritai katholikoi (en) (juges universels des Byzantins), dotés de très larges pouvoirs, ceux-ci ayant comme mission de réformer la justice dans l’ensemble de l’empire et d'assurer l'exécution des lois auprès des fonctionnaires corrompus. Toutefois, moins de dix ans plus tard, trois de ces juges sont convaincus de corruption et exilés. L'impulsion est cependant donnée et la réforme se continue par la suite tout en se décentralisant progressivement, l'institution survivant jusqu'à la fin de l'empire. 
Un de ces juges universels, Constantin Harménopoulos, achève en 1345-46 un recueil de droit appelé l’Hexabible (Πρόχειρον νόμων ἢ Ἑξάβιβλος, qui a aussi été appelée en latin Promptuarium juris civilis). L’Hexabible constitue une compilation du droit laïque byzantin (fondée notamment sur les Basiliques, et destinée à améliorer le Procheiron de l'empereur Léon VI) avec des normes coutumières, divisée en six livres (I. principes généraux ; II. droit des biens ; III. droit des gens ; IV. droit des obligations ; V. droit de la famille et des successions ; VI. droit pénal). Il en existe une version augmentée (Hexabiblos aucta), réalisée vers 1400 par l'archidiacre et grand chartophylax Ioannes Holobolos (dans les manuscrits Vatic. gr. 851 et Paris. gr. 1355).
L’Hexabible a servi de code civil pour les chrétiens orthodoxes dans l'Empire ottoman, sous l'autorité du patriarcat de Constantinople, et a été conservée comme code civil au moment de l'indépendance de la Grèce, jusqu'à la promulgation d'un nouveau code en 1947.

## Héritage
Le droit romain préservé dans les codes de Justinien a considérablement influencé d'une part le droit d'Europe occidentale, d'autre part le droit bulgare, valaque et russe et enfin les Basiliques grecques, qui ont cependant éloigné le droit byzantin du droit romain ancien. Tel qu'il était jusqu'à la fin de l'empire en 1453, le droit byzantin continue d'exercer une forte influence dans les « États grecs », où il reste la base de la procédure juridique, et dans les tribunaux de l'Église orthodoxe.
L'Hexabible a été lue et commentée depuis le XVIe siècle par les juristes occidentaux (entre autres Jacques Cujas) et se trouve citée même dans Les Plaideurs de Racine. Le droit byzantin forma aussi la base de la plus grande partie du Fetha Negest, qui fut appliqué en Éthiopie jusqu'en 1931.